# 井関邦三郎
井関 邦三郎（いせき くにさぶろう、1899年（明治32年）7月2日 - 1970年（昭和45年）10月11日）は、日本の実業家である。井関農機の創業者として知られている。

## 経歴・人物
井関元太郎の次男として愛媛県に生まれる。高等小学校卒業後農業に従事し、1919年（大正8年）に松山市の大野商店において除草機の販売や宇和島市の倒産寸前だった肥料商店の経営に携わった。1924年（大正13年）には現在の井関農機の元となる井関農具製作所を設立し、除草機の製造等にあたる。2年後の1926年（大正15年）には同社を井関農具協会と改称し、本社および工場を松山に移転して全自動籾すり機等多くの農業機械の製造および販売に携わった。1936年（昭和11年）には同じく井関が設立した大阪市東成区に本社を抱えていた東洋農機合名会社を解散させたことで、井関農機株式会社に再改称され同時に社長を務める。
第二次世界大戦後は戦争で被害を受けた工場の復興や、海外での国際見本市に出品する等農業機械化の波に乗り業績の向上に貢献した。また1948年（昭和23年）に松山商工会議所の会頭や愛媛県商工会議所連合会の会頭、日本農機具工業振興会会長、済美学園（済美高等学校等を経営する学校法人）の理事長、南海放送および伊予鉄道の取締役等50個以上の公職を歴任する。また晩年は愛媛県内の農業開発を目的に井邦賞の基金を残したことにも携わった。

## 栄典
- 紫綬褒章 - 1956年（昭和31年）受章[2]。

## 親族
- 妻：トミエ（最初の妻）
  - 長男：名前不詳
  - 次男：博（1925年 - 、井関農機元副社長）
    - 次男の妻：宇都宮貞子（宇都宮孝平の次女）
    - 次男の子（長男）：道久（1950年 - ）
    - 次男の子（次男）：昭夫（1954年 - ）
    - 次男の子（三男）：景太（1966年 - ）

  - 三男：昌孝（1927年 - 2006年、井関農機元社長）
  - 四男：一幸（1930年 - ）
- 妻：富士子（二人目の妻）
  - 五男：進（1948年 - ）
  - 六男：敏道（1954年 - ）